# Fuck the Pain Away

Fuck the Pain Away est une chanson du deuxième album de Peaches, intitulé The Teaches of Peaches et sorti en 2000. 
La chanson utilise un vocabulaire explicitement sexuel. Elle cite Debbie Harry (« Callin me, all the time like Blondie ») et Chrissie Hynde des Pretenders (« Check out my Chrissie behind », jeu de mots sur le nom, traduisible par « Matte mon beau derrière »).
La chanson apparaît dans une scène du film Lost in Translation de Sofia Coppola. On l'entend aussi dans l'épisode de South Park intitulé La meilleure gagneuse de Butters et dans le film d'horreur My Little Eye.
Plus récemment, elle apparaît dans le dernier épisode de la saison 3 de la série Sex Education.